# Astrophytum ornatum
Astrophytum ornatum is een cactus. De plant komt voor in het Hoogland van Mexico. In het Nederlands wordt de cactus ook wel bisschopsmuts genoemd.
De cactus komt meestal voor als een korte zuil die van bovenaf gezien een stervormig uitzicht heeft. Hij wordt meestal zo'n 30 tot 120 cm hoog. De plant bloeit de hele zomer door met citroengele bloemen van 6 tot 8 cm breed.

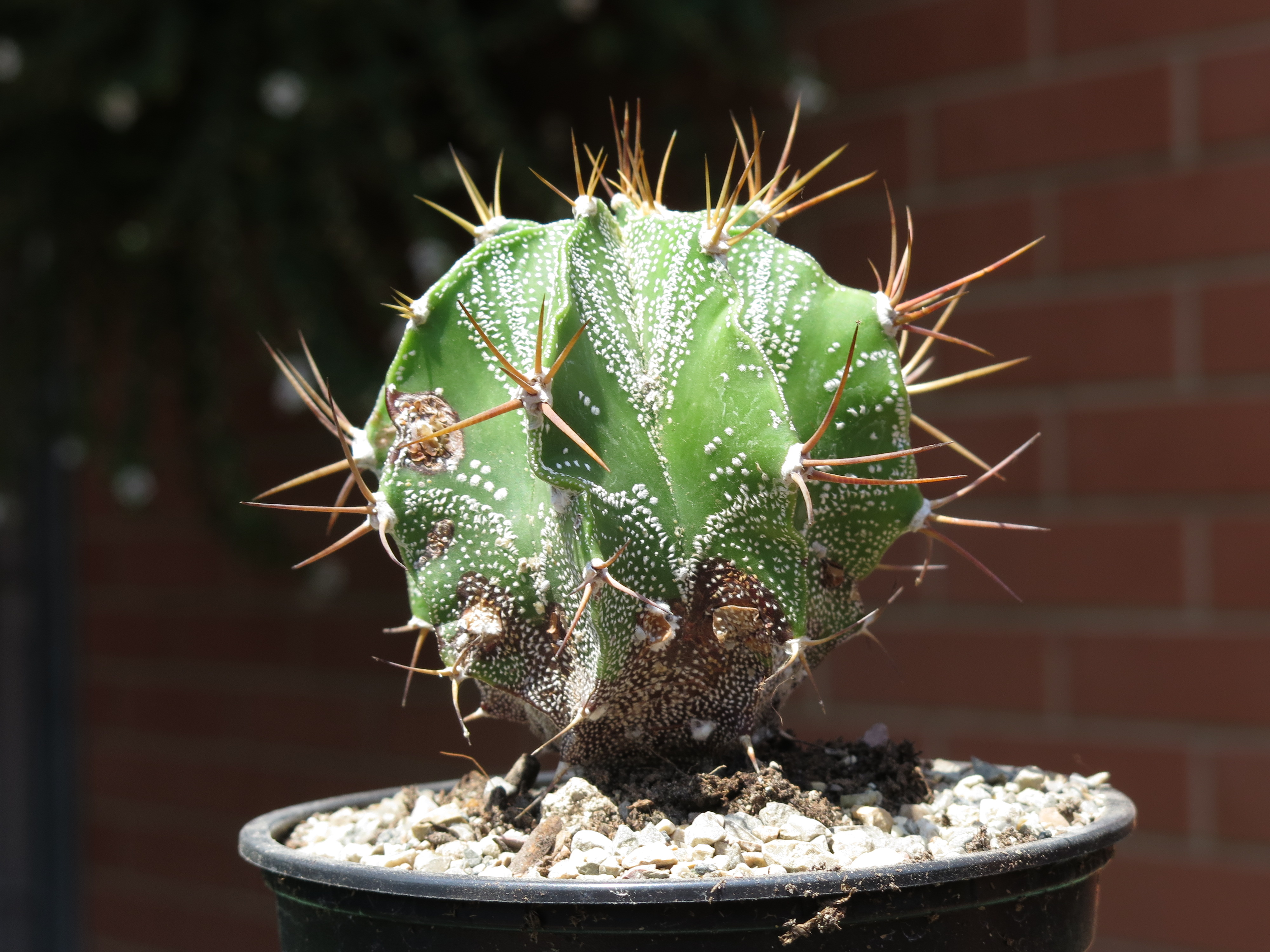
Jonge plant
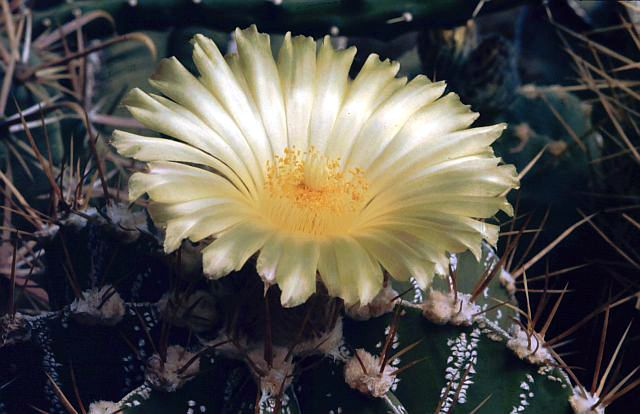
Bloem van Astrophytum ornatum
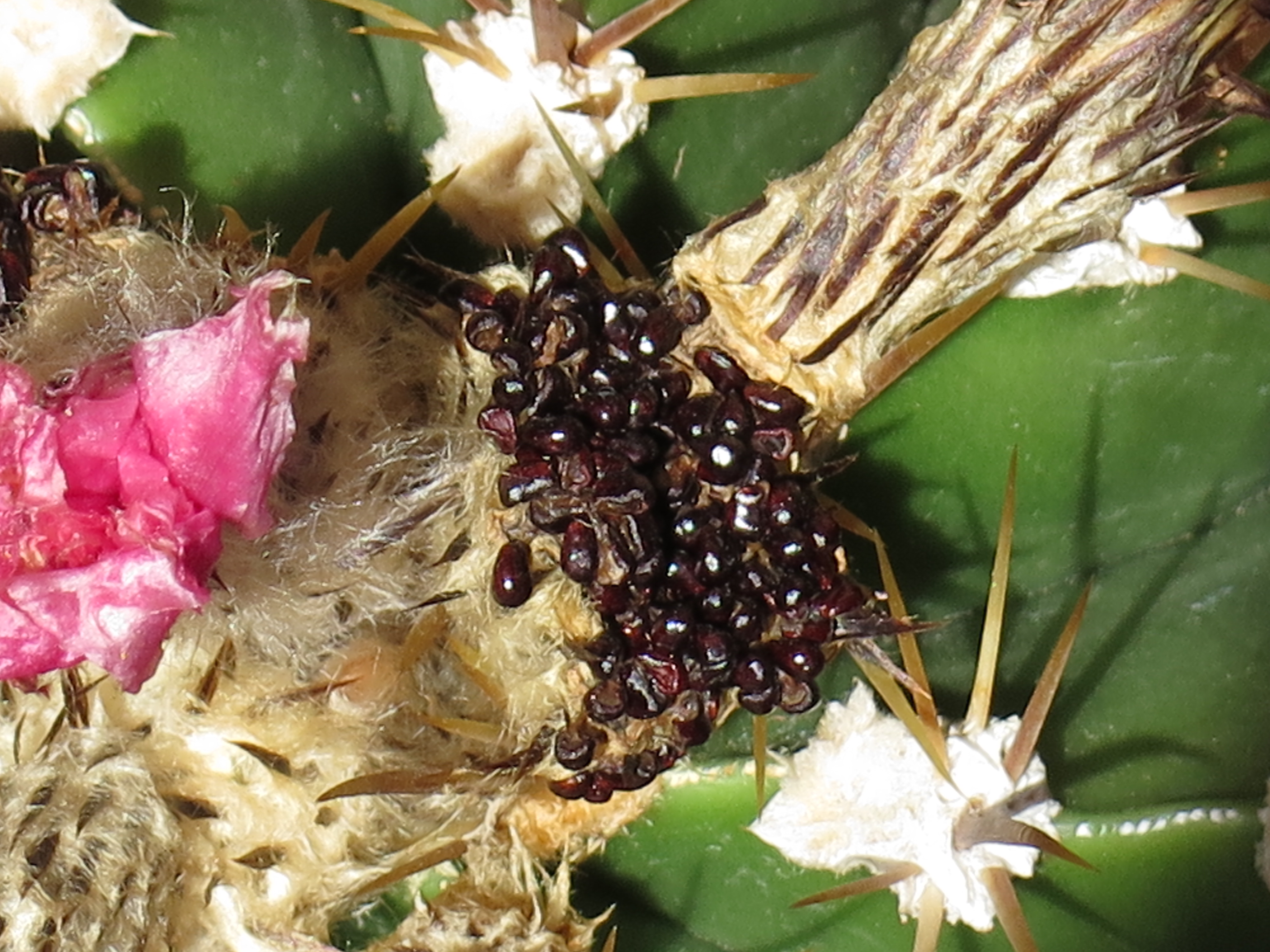
Zaden
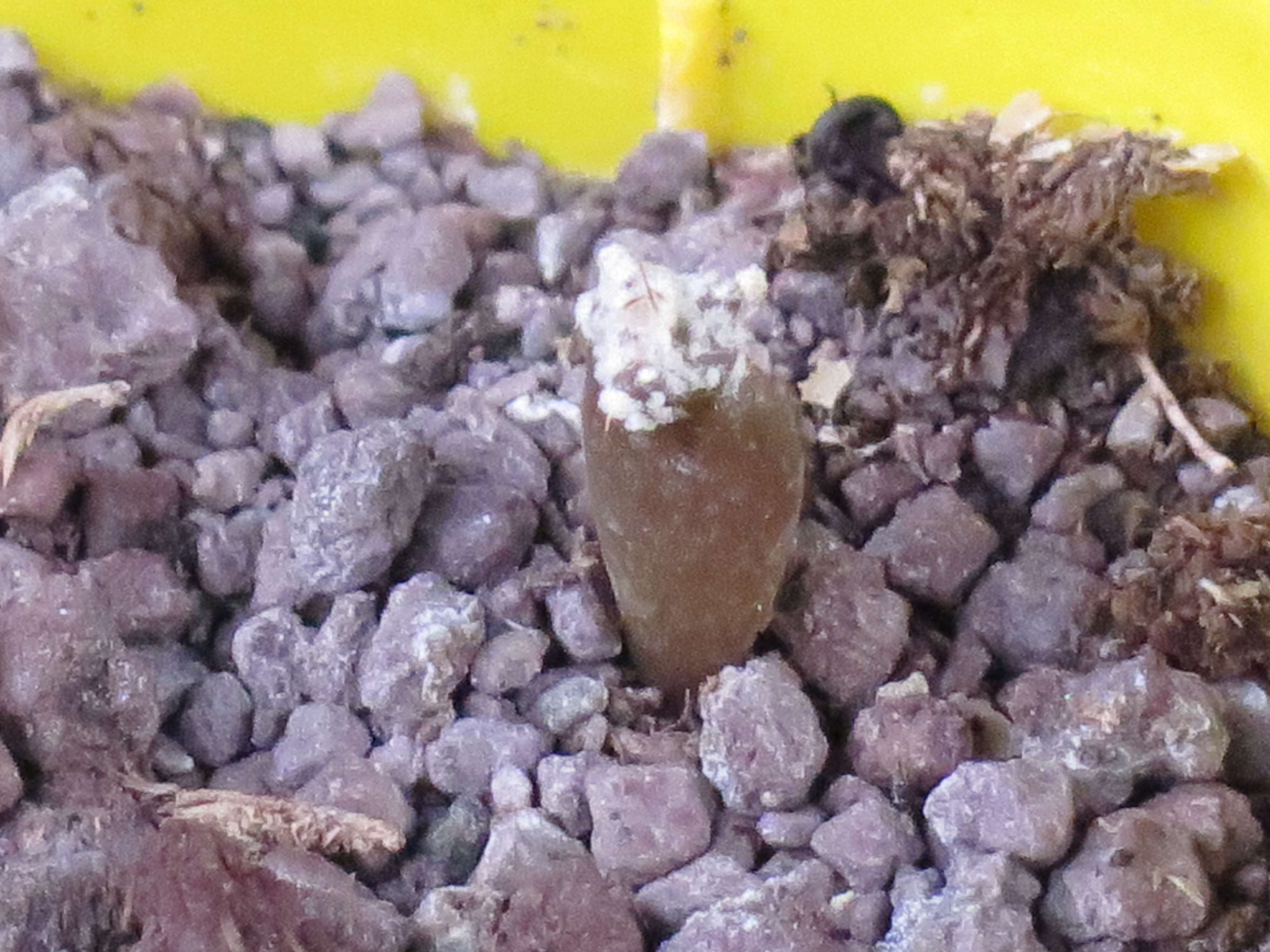
Zaailing van een maand oud
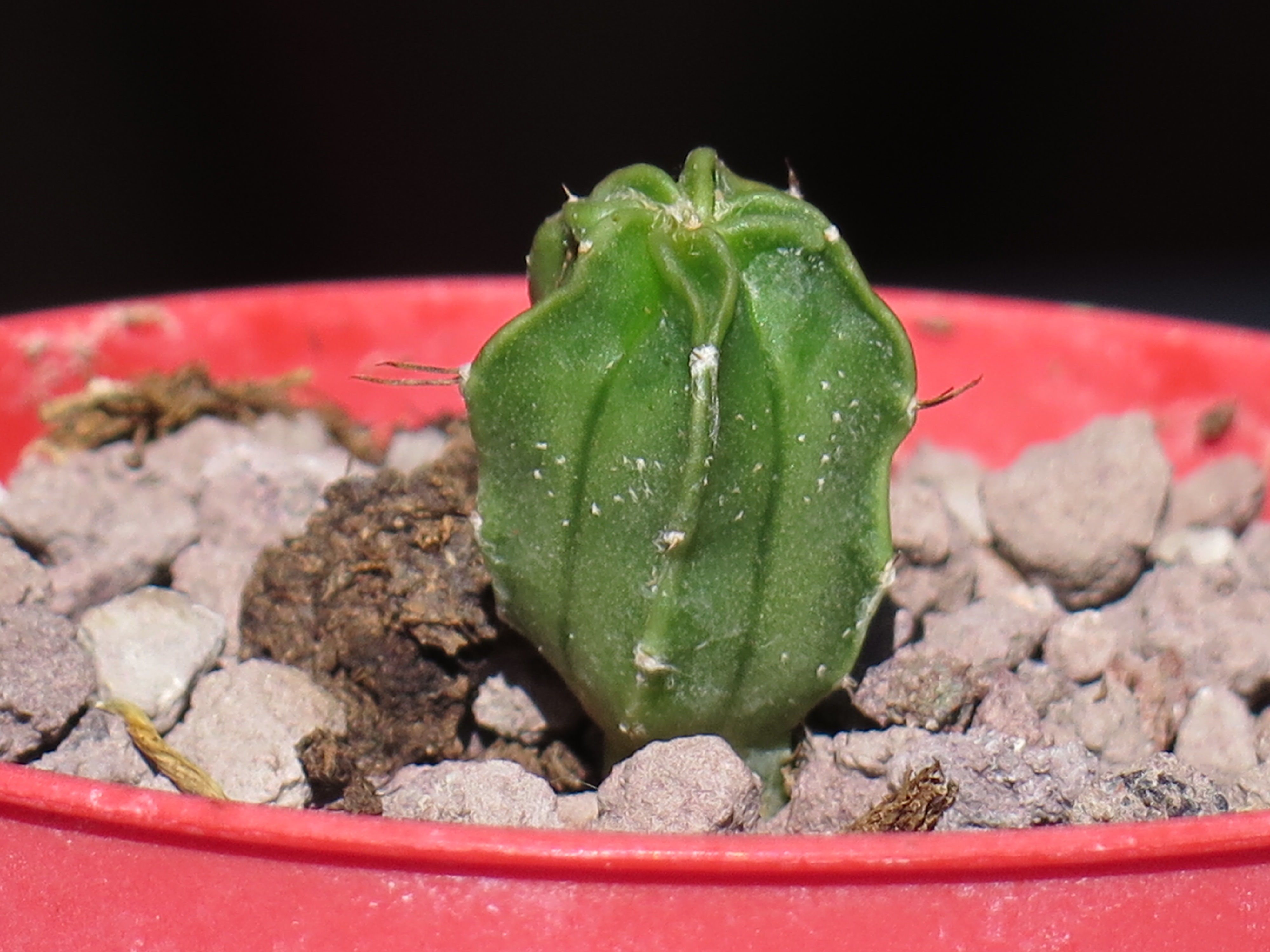
Plant, een jaar na zaaien